# Ejnikajt
Ejnikajt (jid. ‏אייניקייט‎, ros. Эйникайт) – organ prasowy Żydowskiego Komitetu Antyfaszystowskiego (1941–1948), wydawany w języku jidysz w ZSRR i USA (Nowy Jork) w l. 1942–1948.
Pierwszy numer ukazał się w Kujbyszewie (tymczasowej siedzibie ewakuowanych z Moskwy władz radzieckich) 7 czerwca 1942. Redaktorem naczelnym był Szachne Epsztejn, a po jego śmierci w 1945 roku – Grigorij Życ. Komitet redakcyjny stanowili: Salomon Michoels, Dawid Bergelson, Icyk Fefer, Lejb Kwitko, Aron Kusznirow, Jacheskel Dobruszyn, Szmuel Hałkin i Lejb Strongin.
Początkowo gazeta wychodziła trzy razy w miesiącu, potem raz w tygodniu, a od 1945 – trzy razy w tygodniu. Nakład, biorąc pod uwagę setki tysięcy czytelników w jidysz w ZSRR, był śmiesznie mały i natychmiast rozchwytywany – w 1943 wyniósł zaledwie 2 tys. egz. 8 tys. wysłano – zgodnie zadaniem propagandowym JAK – za granicę.
Pismo zamieszczało apele do diaspory żydowskiej o wsparcie (finansowe) Armii Czerwonej w walce z Niemcami Hitlera, opisy masowych mordów ludności żydowskiej na terenach okupowanych (holocaust) i twórczość literacką Żydów radzieckich. Stałe rubryki informowały o wkładzie Żydów w walkę z narodowym socjalizmem oraz w zwiększenie produkcji zbrojeniowej. Było także forum wypowiedzi żydowskich żołnierzy, partyzantów, literatów i innych obywateli ZSRR żydowskiego pochodzenia.  Niemal 300 korespondentów pisało do „Ejnikajt” ze wszystkich frontów wojny.
Ostatni numer pisma ukazał się 20 listopada 1948 (140/701) w Moskwie. Gazetę zamknięto 29 listopada 1948, dzień po decyzji Biura Politycznego KC o rozwiązaniu JAK.
Pomimo – z założenia i formuły –  narodowego profilu, pismo było przede wszystkim radzieckim organem propagandowym. Dziś czasopismo można odnaleźć tylko w nielicznych bibliotekach.